# Toby Kebbell
Tobias Alistair Patrick "Toby" Kebbell (sinh ngày 9 tháng 7 năm 1982) là một nam diễn viên người Anh, được biết đến với các vai diễn trong các phim Dead Man's Shoes (2004), RocknRolla (2008), Prince of Persia: The Sands of Time và The Sorcerer's Apprentice (cả hai đều trong năm 2010), War Horse (2011), Wrath of the Titans (2012), Dawn of the Planet of the Apes (2014), Fantastic Four (2015) và Warcraft (2016).